# REAL-Index
Der sogenannte REAL-Index (steht für: Renten- und Alterssicherungs-Index) ist eine statistische Erhebung der Fondsgesellschaft Fidelity, um die Versorgungslage der Deutschen zu Rentenbeginn objektiv abzubilden. Dafür wurden alle drei Säulen der Altersvorsorge – gesetzlich, betrieblich, privat – sowie weitere Einnahmequellen, wie zum Beispiel Erbschaften, berücksichtigt.

## Konzept
Bisherige Studien zur Versorgungssituation der Deutschen beruhen auf Annahmen und subjektiven Befragungen. Der REAL-Index grenzt sich davon ab, indem er die Rentenlücke der Deutschen erstmals konkret berechnet. Die Berechnung der Rentenlücke bezieht sich nicht nur auf die gesetzliche Rente, sondern umfasst alle Maßnahmen der Altersvorsorge.

## Definition REAL-Index
Der REAL-Index setzt das berechnete monatliche Brutto-Haushaltseinkommen nach Renteneintritt ins Verhältnis zum berechneten letzten monatlichen Brutto-Haushaltseinkommen vor Renteneintritt (Median).

## Erhebung des REAL-Index
Die Untersuchung beruht auf persönlichen Interviews in Haushalten mit mindestens einer erwerbstätigen Person sowie auf Kapitalmarktberechnungen. Als Renteneintrittsalter wurde das 65. Lebensjahr angenommen.
Befragt wurden 2010 Erwerbstätige im Alter zwischen 20 und 65 Jahren bevölkerungsrepräsentativ nach Alter, Geschlecht und beruflicher Stellung (Haushaltsbasis). Analysiert wurden das derzeitige Brutto-Haushaltseinkommen sowie alle zur Altersvorsorge unternommenen Aktivitäten: gesetzliche Rentenversicherung, Beamtenversorgung, betriebliche Altersversorgung, kapitalbildende und fondsgebundene Renten- und Lebensversicherungen, Bausparen, Fondssparpläne und -vermögen, Direktanlagen (zum Beispiel Aktien, Renten), Bankprodukte (zum Beispiel Sparpläne / -einlagen), Immobilien sowie zusätzliche Einnahmequellen (zum Beispiel Erbschaften).
Mithilfe eines ökonometrischen Kapitalmarktmodells wurde das Brutto-Haushaltseinkommen unmittelbar vor sowie nach Renteneintritt berechnet (vor Steuern). Aufgrund häufig sich ändernder steuerlicher Rahmenbedingungen, die nicht zu prognostizieren sind und damit nicht in die Projektionen einfließen können, beruhen die Berechnungen auf Brutto-Beträgen.

## Ergebnisse der Studie
Nach den Berechnungen werden die erwerbstätigen Deutschen nach Renteneintritt im Durchschnitt über 56 Prozent ihres letzten Brutto-Haushaltseinkommens verfügen. Die Rentenlücke der Bundesbürger beläuft sich demnach auf 44 Prozent.
Weitere Ergebnisse:
- Auch diejenigen, die zusätzlich für ihr Alter privat oder betrieblich vorsorgen (94 Prozent der Befragten) müssen große Einschränkungen hinnehmen.
- Die Befragten rechnen mit einem Rentenniveau von 70 Prozent, d. h., sie überschätzen ihre Rentensituation.
- Ein niedriges Versorgungsniveau zieht sich durch alle Bevölkerungsschichten, unabhängig von Einkommenshöhe, Bildungsabschluss, Familienstand oder Berufseintrittsjahr.
- Nur bei den Berufsgruppen gibt es wesentliche Unterschiede: Beamte werden finanziell sehr viel besser als andere Berufsgruppen im Alter dastehen und ihren Lebensstandard fast zu 100 Prozent halten können.

| Berufsgruppe         | REAL-Index in % |
| -------------------- | --------------- |
| Selbständige         | 44              |
| Leitende Angestellte | 55              |
| Mittlere Angestellte | 56              |
| Arbeiter             | 53              |
| Beamte               | 93              |

Lesebeispiel: Beamte werden nach Renteneintritt 93 Prozent des letzten monatlichen Brutto-Haushaltseinkommens vor Renteneintritt zur Verfügung haben.

## Rezeption des REAL-Index
Die Veröffentlichung der Studie stieß eine große öffentliche Diskussion an („Schock-Studie“) und sorgte auch auf politischer Ebene für Aufmerksamkeit und Kontroversen. Zusätzlich griffen Interessenverbände in die Diskussion ein, zum Beispiel kritisierte der Deutsche Beamtenbund (dbb) die Studie. Die Herangehensweise, den Versorgungszustand der Deutschen erstmals unter Berücksichtigung aller drei Säulen der Altersvorsorge zu berechnen, stieß trotz teilweiser Kritik an der Methodik auf überwiegend positive Resonanz.

## Kritik
Inhaltlich kritisiert wurde nach Veröffentlichung der Studie das zugrunde gelegte Rechenmodell einer reinen Vorsteuerbetrachtung. So berücksichtigt der REAL-Index etwa nicht, dass der Steuersatz für Ruheständler zumeist sinkt bzw. dass ein Teil der gesetzlichen Rente künftig noch von Steuern befreit ist.